# Козель, Берта Марковна
Бе́рта Ма́рковна Ко́зель (1907—?) — советская пианистка, концертмейстер. Аккомпанировала С. Я. Лемешеву, З. А. Долухановой, Т. А. Милашкиной, И. И. Масленниковой, Я. Л. Каплуну.
Училась в Одессе у Б. М. Рейнгбальд, затем в Москве у Г. Г. Нейгауза.
Вместе с Долухановой впервые исполнила публично произведения М. Л. Таривердиева в Зале имени Чайковского Московской консерватории.
А. Н. Юдин писал о Козель: «О мастерстве этого исполнителя ходили легенды. Редкий критический отклик на концерт певицы [Долухановой] обходился без отдельного упоминания имени пианистки».
Прах хранится в колумбарии № 21 Нового Донского кладбища Москвы.

Здесь все как обычно: та же декорация, сорок стульев, рояль. Те же персонажи — 40 студентов, концертмейстер Петя. Концертмейстер — профессия не видная. Например, по радио объявляют: «Исполняет Лемешев, аккомпанирует Берта Козель». Лемешева знают все, а Берту Козель не знает никто, хотя объявляют их вместе.
— В. С. Токарева. «Уж как пал туман…»

## Дискография
Граммофонные пластинки с участием Козель:
| номер Грампласттреста | содержание пластинки | дата выпуска | соисполнитель(ница)                    |
| --------------------- | --- | ------------ | -------------------------------------- |
| 17687-8               | «Лебедь» и «Розы» Э. Х. Грига | 1950         | З. А. Долуханова                       |
| 17782-3               | «Девицы-красавицы» А. С. Даргомыжского (слова А. С. Пушкина) и «В огороде, возле броду» П. И. Чайковского (слова Т. Г. Шевченко, перевод И. З. Сурикова) | 1950         | Г. П. Сахарова и З. А. Долуханова      |
| 18338-9               | «О, дитя» П. И. Чайковского и «Сирень» С. В. Рахманинова (слова Е. А. Бекетовой) | 1950         | З. А. Долуханова                       |
| 18472-3               | «Я здесь, Сюзон» Л. Делиба и «Спокойное море» Ж. Бизе (слова А. Ламартина) | 1950         | З. А. Долуханова                       |
| 18663                 | «К Хлое» В. А. Моцарта (слова И. Г. Якоби) | 1950         | З. А. Долуханова                       |
| 18912-3               | «Певец» А. Г. Рубинштейна (слова А. С. Пушкина) и «Я любила его» М. А. Балакирева (слова А. В. Кольцова) | 1951         | З. А. Долуханова                       |
| 18966                 | «Ночь» А. Г. Рубинштейна (слова А. С. Пушкина) | 1951         | З. А. Долуханова                       |
| 19860-1               | «Аястани кармир гини», застольная, А. И. Хачатряна (слова народные) и «Канали ерг» А. И. Хачатряна (слова А. Граши); на армянском языке | 1951         | З. А. Долуханова                       |
| 20391, 20403          | «Речная лилея» С. В. Рахманинова (слова А. Н. Плещеева) и «И больно, и сладко» П. И. Чайковского (слова Е. П. Ростопчиной) | 1951         | З. А. Долуханова                       |
| 19579, 21240          | «Покой мне с улыбкой всю душу объемлет» В. А. Моцарта и «Когда волнуется желтеющая нива» Н. А. Римского-Корсакова (слова М. Ю. Лермонтова) | 1952         | З. А. Долуханова                       |
| 21499-500             | «Как дух Лауры» Ф. Листа (слова В. Гюго) | 1952         | З. А. Долуханова                       |
| 21551-2               | «Народная песня» Ф. Мендельсона (слова П. Кауфман) и «Вечерняя песня» Ф. Мендельсона (слова Г. Гейне) | 1952         | Г. П. Сахарова и Н. П. Александрийская |
| 24475-6               | «Не уходи, не простившись со мной» и «Желтенькая птичка» М. М. Ипполитова-Иванова (слова Рабиндраната Тагора) | 1955         | З. А. Долуханова и Э. Д. Грач          |
| 26136-7               | «Испанский романс» и «Зимний вечер» Н. К. Метнера (слова А. С. Пушкина) | 1956         | З. А. Долуханова                       |
| 26276-7               | «Глубокая река» и «С тобою, Джонни, с тобою» (русский текст Д. Глазкова), негритянские народные песни | 1956         | З. А. Долуханова                       |
| 027422-3              | «Вокализ си бемоль мажор» и «Вокализ соль мажор» (обработка Ю. В. Кочурова) М. И. Глинки | 1956         | З. А. Долуханова                       |
| 28892-3               | «Ночной зефир» А. С. Даргомыжского (слова А. С. Пушкин); «Мне грустно» (слова М. Ю. Лермонтов) и «Влюблен я, дева-красота» (слова Н. М. Языкова) А. С. Даргомыжского | 1957         | Б. Л. Добрин                           |
| 29134                 | «Юндэн гоогоо» (мужское имя), монгольская народная песня; на монгольском языке | 1957         | Церэндолгор Будын                      |
| 29137                 | «Пьеса на темы двух монгольских народных песен „Дункер ди лам“, „Жаахан шарга“» Гончика Сумлы | 1957         | Мядагбадам Сугарийн (шанза)            |
| 33298-9               | «Девицы-красавицы» А. С. Даргомыжского (слова А. С. Пушкина) и «В огороде возле брода» П. И. Чайковского (слова Т. Г. Шевченко, перевод И. З. Сурикова) | 1959         | З. А. Долуханова                       |
| 40639-40              | «Скажи, о чём в тени ветвей» (слова В. А. Соллогуба) и «То было раннею весной» (слова А. К. Толстого) П. И. Чайковского | 1963         | С. Я. Лемешев                          |
| Д—00660-1             | «Лебедь» и «Розы» Э. Х. Грига; «Сожаление» Л. Делиба | 1952         | З. А. Долуханова                       |
| Д—2143-4              | «Любовь и жизнь женщины», opus 42, Р. Шумана, вокальный цикл на слова А. фон Шамиссо [перевод В. Н. Аргамакова], № 1—5 и № 6—8 | 1954         | З. А. Долуханова                       |
| Д—2380-1              | «О цитра, ты моя» (с Н. Д. Розовым, мандолина), «Покой мне с улыбкой всю душу объемлет», «К Хлое» и «Когда Луиза сжигала письма» В. А. Моцарта; «Слезы» (слова Г. Х Андерсена), «Избушка» (слова его же), «Танец козлят» (слова А. Гарборга) и «Баркарола» (слова Г. Драхмана) Э. Х. Грига | 1954         | З. А. Долуханова                       |
| Д—2624, Д—2740        | «Ночь» (А. С. Пушкин) А. Г. Рубинштейна; «Уж гасли в комнатах огни» (К. Р.), «Первое свидание» (К. Р.) и «И больно, и сладко» (Е. П. Ростопчина) П. И. Чайковского; «Утро» (М. Л. Янов), «Оне отвечали» (В. Гюго, перевод Л. А. Мея) и «Эти летние ночи» (Д. Ратгауз) С. В. Рахманинова; «Я всё ещё его люблю» (Ю. В. Жадовская), «Любила, люблю я» (неизвестный автор) и «Оделась туманом Гренада» (А. С. Пушкин) А. С. Даргомыжского; два вокализа М. И. Глинки (обработка Ю. В. Кочурова)                                                                                   | 1956         | З. А. Долуханова                       |
| Д—3102-3              | «Одиночество», «Меж цветов ты, как весна», «Жуанита», «Крысолов» и «Миньона» Г. Вольфа; «Меня просил отец», «Как в прошлый раз», «Грезы в сумерках», «Тайный призыв», «Завтра» и «Цецилия» Р. Штрауса | 1956         | З. А. Долуханова                       |
| Д-3238-9              | «Бессонница» (Ф. И. Тютчев), «Зимний вечер», «Могу ль забыть то сладкое мгновение», «Лишь розы увядают», «Испанский романс» (все четыре — А. С. Пушкин) Н. К. Метнера; «Среди миров» (И. Ф. Анненский), «Прохладой ночь дохнула», испанский романс (С. П. Щипачёв), «Дифирамб», «Твой южный голос томен», из цикла «Далекая юность» (оба — А. А. Блок), «Я помню день» (Ф. И. Тютчев) Ю. А. Шапорина | 1956         | З. А. Долуханова                       |
| Д—4260                | «Родные пейзажи» Ю. В. Кочурова, вокальный цикл на слова Ф. И. Тютчева («Первый лист», «Лето», «Осень», «Зима», «Весна») | 1958         | З. А. Долуханова                       |
| Д—4714-5              | «На землю сумрак пал» (А. Мицкевич), «Скажи, о чём в тени ветвей» (В. А. Соллогуб), «Ни слова, о друг мой» (А. Н. Плещеев из М. Гартмана), «Уноси моё сердце» (А. А. Фёт), «То было раннею весной» (А. К. Толстой), «Не спрашивай» (В. фон Гёте), «Не отходи от меня» (А. А. Фёт), «Усни, печальный друг» (А. К. Толстой), «Смотри, вон облако» (Н. П. Греков) и «День ли царит» (А. Н. Апухтин) П. И. Чайковского | 1958         | З. А. Долуханова                       |
| Д—4834-5              | «Гадкий утенок», op. 18, сказка Г. Х. Андесена, «Песни без слов», op. 35, № 1 и 4, «Три романса на слова А. С. Пушкина», соч. 73 («Сосны», «Румяной зарею покрылся восток», «В твою светлицу») С. С. Прокофьева | 1958         | З. А. Долуханова                       |
| Д—4980-1              | Г. Вольф и Р. Штраус, см. выше | 1959         | З. А. Долуханова                       |
| Д—5178-9              | «Как в воздухе гулок» (И. Боденштедт [так на пластинке]), «Как дух Лауры» (В. Гюго), «Счастливый» (Вильбранд), «Лорелея» (Г. Гейне) Ф. Листа | 1959         | З. А. Долуханова                       |
| Д—7337-8              | «Аве Мария» Ф. Шуберта (на немецком языке), «Колыбельная», музыка М. Клаудиуса [так на пластинке; на самом деле: музыка Шуберта, слова М. Клаудиуса]; «Ты — мой покой» (Ф. Рюккерт), «Куда» (В. Мюллер), «Форель» (Х. Шубарт) Ф. Шуберта | 1960         | З. А. Долуханова                       |
| Д—7725                | Романсы М. М. Ипполитова-Иванова на слова Рабиндраната Тагора («И руки льнут к рукам», «Желтенькая птичка», «Не уходи, не простившись со мной», «О мой друг, вот цветок») | 1961         | З. А. Долуханова                       |
| Д—11631-2             | «Любовь и жизнь женщины», opus 42, Р. Шумана, вокальный цикл на слова А. фон Шамиссо [перевод В. Н. Аргамакова]; «Аве Мария» (на немецком языке), «Её портрет» (Г. Гейне), «Ты — мой покой» (Ф. Рюккерт), «Колыбельная» (М. Клаудиус), «Куда» (В. Мюллер), «Форель» (Х. Шубарт) Ф. Шуберта | 1963         | З. А. Долуханова                       |
| Д—11813-4             | Романсы П. И. Чайковского: «На землю сумрак пал», «Скажи, о чём в тиши ветвей», «Уж гасли в комнатах огни», «И больно, и сладко», «Ни слова, о друг мой», «Уноси мое сердце», «То было раннею весной», «Не спрашивай», «Не отходи от меня», «Серенада» («О, дитя»), «Усни, печальный друг», «Смотри, вон облако», «Первое свидание», «День ли царит» | 1963         | З. А. Долуханова                       |
| Д—12223-4             | «Забыть так скоро», «То было раннею весной», «Зачем», «Колыбельная песнь в бурю», «Соловей», «Мы сидели с тобой», «Скажи, о чём в тени ветвей», «Страшная минута», «Хотел бы в единое слово», «Ни отзыва, ни слова, ни привета», «В эту лунную ночь», «Снова, как прежде, один», «Закатилось солнце», «Минула страсть» (дуэт с В. Кудрявцевой) П. И. Чайковского | 1963         | С. Я. Лемешев                          |
| Д—14151-2             | «Заход солнца», «Слезы», «Лебедь», «Танец козлят», «Ивушка», «В вечерний час», «Баркарола» Э. Х. Грига; «О цитра ты моя», «Покой мне с улыбкой», «Всю душу объемлет», «К Хлое», «Когда Луиза сжигала письма» В. А. Моцарта; «Как в воздухе гулок», «Счастливый», «Как дух Лауры», «Лорелея» Ф. Листа | 1964         | З. А. Долуханова                       |
| Д—26111               | Первая пластинка Полного собрания романсов П. И. Чайковского, первая сторона, № 6: «И больно, и сладко», op. 6, № 3 (Е. П. Ростопчина) | 1969         | З. А. Долуханова                       |
| Д—26114               | Вторая пластинка Полного собрания романсов П. И. Чайковского, четвёртая сторона, № 13: «Смотри, вон облако», op. 27, № 2 (Н. П. Греков) | 1969         | З. А. Долуханова                       |
| Д—27401-2             | «Песни без слов», «Три романса на слова А. С. Пушкина» («Сосны», «Румяной зарею покрылся восток», «В твою светлицу»), «Гадкий утенок», сказка Г. X. Андерсена С. С. Прокофьева; «Родные пейзажи», вокальный цикл («Первый лист», «Лето», «Осень», «Зима», «Весна») Ю. В. Кочурова; «Среди миров», элегия, «Прохладой ночь дохнула», «Дифирамб», «Твой южный голос томен» и «Я помню день» Ю. А. Шапорина | 1970         | З. А. Долуханова                       |
| Д—33895               | «Детские песни» («Мой Лизочек», К. С. Аксаков; «Мой садик», «Весна», А. Плещеев) П. И. Чайковского; режиссёр В. Скурьят, музыкальное оформление В. Проводиной (звуковое сопровождение к диафильму «Мой Лизочек») | 1973         | С. Я. Лемешев                          |
| Д—35266               | Пятая пластинка из Собрания романсов и песен М. И. Глинки, № 12: «Ах, когда б я прежде знала» (старинная цыганская песня) | 1974         | З. А. Долуханова                       |
| М10—38009             | «Горные вершины», «Без вас хочу сказать» (оба — М. Ю. Лермонтов), «Кап, кап», «Старый друг» (оба — О. О. Дриз) З. А. Левиной | 1975         | З. А. Долуханова                       |
| М10—41035-6           | № 1—8: «Он так меня любил» (П. И. Чайковский), серенада «В ярком свете зари» (П. Коллен, перевод А. А Горчаковой) и «Не верь, мой друг» (А. К. Толстой) П. И. Чайковского; «Чаруй меня» (Ю. В. Жадовская) и «Вертоград» (А. С. Пушкин) А. С. Даргомыжского; «Баркарола» (Л. Штольберг, перевод А. Н. Плещеева), «Маргарита за прялкой» (В. Гёте) и «Форель» (Х. Шубарт, перевод В. Д. Костомарова) Ф. Шуберта (архивные записи 1953—1954 годов); № 13, 15: «Смолкни, пташка-канарейка» (Г. Цыганов) А. Е. Варламова, «Век юный, прелестный» (неизвестный автор) А. Л. Гурилёва | 1978         | В. Н. Кудрявцева С. Я. Лемешев         |
| СМ—4070               | Первая пластинка Полного собрания романсов С. В. Рахманинова, сторона 2, № 11 и 16: «Утро» (М. Л. Янов) и «Речная лилея» (А. Н. Плещеев из Г. Гейне); | 1973         | З. А. Долуханова                       |
| СМ—4072               | Первая пластинка Полного собрания романсов С. В. Рахманинова, сторона 2, № 16: «Весенние воды» (Ф. И. Тютчев) | 1973         | Т. А. Милашкина                        |
| СМ—04078              | Пятая пластинка Полного собрания романсов С. В. Рахманинова, сторона 2, № 13: «Маргаритки» (И. Северянин) | 1973         | И. И. Масленникова                     |
| 33ГД—000892           | «Муза» (А. С. Пушкин) С. В. Рахманинова | 1968         | З. А. Долуханова                       |